# Leopoldo II de Anhalt-Dessau
Leopoldo Maximiliano de Anhalt-Dessau (Dessau, 25 de diciembre de 1700-Dessau, 16 de diciembre de 1751) fue un noble alemán de la Casa de Ascania, príncipe gobernante de Anhalt-Dessau desde 1747 hasta su muerte como Leopoldo II, y mariscal de campo en el ejército de Prusia. Al igual que su padre, el "viejo Dessauer", sirvió bajo las órdenes de los reyes de Prusia, especialmente de Federico Guillermo I y de su hijo, Federico el Grande.

## Biografía
El príncipe Leopoldo nació en el seno de un matrimonio morganático, siendo el segundo hijo varón de dicha unión. Su hermano mayor, Guillermo Gustavo (1699-1737), también sirvió en el ejército prusiano y era el príncipe heredero hasta que murió por viruela.
La carrera del príncipe Leopoldo tomó relevancia al estallar las guerras de Silesia, parte de la guerra de sucesión austríaca. En dicha guerra, Federico II atacó sin provocación a la provincia austríaca de Silesia en 1740, y el "joven Dessauer" recibió la orden de bloquear la fortaleza de Glogau, defendida por el general conde Franz Wenzel Wallis, quien se rehusó a rendirla. En marzo de 1741, y después de semanas de sitio, la campaña prusiana requería con urgencia los regimientos desplegados en Glogau, y como no había muestras de vacilación en los defensores, el príncipe fue presionado para ejecutar un asalto nocturno contra la fortaleza, tomándola exitosamente y sufriendo tan solo 51 bajas; este acto le ganó el aprecio del rey prusiano, quien le recompensó con veinte mil florines.
El príncipe siguió distinguiéndose, y para abril de 1741 fue promovido a general. En octubre se encontraba en Bohemia, concretamente al norte de Königgrätz, protegiendo la Baja Silesia de un contraataque austríaco y además el Ducado de Sajonia, que recientemente se había unido a la alianza prusiana-bávaro-francesa. Más tarde, ya en invierno, marchó a Glatz, reforzando las defensas de la fortaleza.
En mayo de 1742 se hallaba de nuevo en Königgrätz, esta vez con el grueso del ejército. Las fuerzas austríacas bajo el mando del príncipe Carlos Alejandro de Lorena se acercaron desde el suroeste, y el rey Federico se dirigió a su encuentro con diez mil hombres, en tanto que Leopoldo se retrasó con dieciocho mil hombres porque estuvo esperando suministros, que finalmente no llegaron nunca. Las fuerzas prusianas aún no estaban reunidas cuando Leopoldo fue atacado por los austríacos en una aldea llamada Chotusitz.
Aunque el rey de Prusia llegó justo cuando comenzaba el combate, Leopoldo ya había establecido la formación de batalla. Así mismo, fue él quien dirigió el ala derecha del ejército, que era hacia donde el enemigo concentraba sus ataques. La batalla de Chotusitz terminó con una victoria prusiana, y el príncipe heredero de Anhalt-Dessau fue ascendido a mariscal de campo en el mismo campo de batalla, lo que constituyó la culminación de su carrera militar. Gracias a esta victoria y otras maniobras diplomáticas, Prusia obtuvo una paz favorable al firmar el Tratado de Breslavia.
Al estallar la segunda guerra de Silesia, apenas dos años después de concluida la primera, el príncipe Leopoldo seguía contando con la confianza del rey prusiano y participó activamente en las exitosas batallas de Hohenfriedeberg y de Soor.
En 1747, murió el padre del príncipe. Leopoldo Maximiliano administró entonces Anhalt-Dessau hasta su propia muerte, cuatro años después. Fue sucedido por su primogénito, Leopoldo Federico Francisco.

## Matrimonio y descendencia
El 25 de mayo de 1737 en Bernburg, Leopoldo contrajo matrimonio con Gisela Inés (1722-1751), hija del príncipe Leopoldo de Anhalt-Köthen. Tuvieron siete hijos:
1. Leopoldo III (Dessau, 10 de agosto de 1740-ib., 9 de agosto de 1817), su sucesor.
2. Luisa Inés Margarita (Dessau, 15 de agosto de 1742-ib., 11 de julio de 1743).
3. Enriqueta Catalina Inés (Dessau, 5 de junio de 1744-ib., 15 de diciembre de 1799), casada el 26 de octubre de 1779 con el barón Juan Justo de Loën.
4. María Leopoldina (Dessau, 18 de noviembre de 1746-Detmold, 15 de abril de 1769), casada el 4 de agosto de 1765 con Simón Augusto, conde de Lippe-Detmold.
5. Juan Jorge (Dessau, 28 de enero de 1748-Viena, 1 de abril de 1811).
6. Casimira (Dessau, 19 de enero de 1749-Detmold, 8 de noviembre de 1778), casada el 9 de noviembre de 1769 con Simón Augusto de Lippe-Detmold, el viudo de su hermana María Leopoldina.
7. Alberto Federico (Dessau, 22 de abril de 1750-ib., 31 de octubre de 1811), casado el 25 de octubre de 1774 con Enriqueta de Lippe-Weissenfeld, bisnieta de Jobst Germán, conde de Lippe.